# 2e division d'infanterie (Corée du Nord)
Pour les articles homonymes, voir 2e division et 2e division d'infanterie.
La 2e division d'infanterie de Corée du Nord est une division de l'armée populaire de Corée créé en 1946. Elle participa à la Guerre de Corée.